# 圣饥魔II 恶魔的逆袭
《圣饥魔II 恶魔的逆袭》是一款由ISCO制作、CBS Sony Group发行的动作游戏。 本游戏于1986年12月24日在日本地区FC游戏机发行。
游戏根据当时日本的重金属乐队圣饥魔而制作。玩家控制的主人公需要前往营救乐队队友，他们被宙斯神捕获并关押着。